# Garáb, Nógrád
Garáb  este un sat în districtul Pásztó, județul Nógrád, Ungaria, având o populație de 55 de locuitori (2011). 

## Demografie
Componența etnică a satului Garáb
     Maghiari (100%)
Componența confesională a satului Garáb
     Romano-catolici (81,82%)
     Necunoscută (18,18%)
Conform recensământului din 2011, satul Garáb avea 55 de locuitori. Din punct de vedere etnic, majoritatea locuitorilor (100,0%) erau maghiari.  Din punct de vedere confesional, majoritatea locuitorilor (81,82%) erau romano-catolici. Pentru 18,18% din locuitori nu este cunoscută apartenența confesională.